# Cigondewah Rahayu
Cigondewah Rahayu is een bestuurslaag in het regentschap Kota Bandung van de provincie West-Java, Indonesië. Cigondewah Rahayu telt 10.602 inwoners (volkstelling 2010).